# Depot von Hořovičky

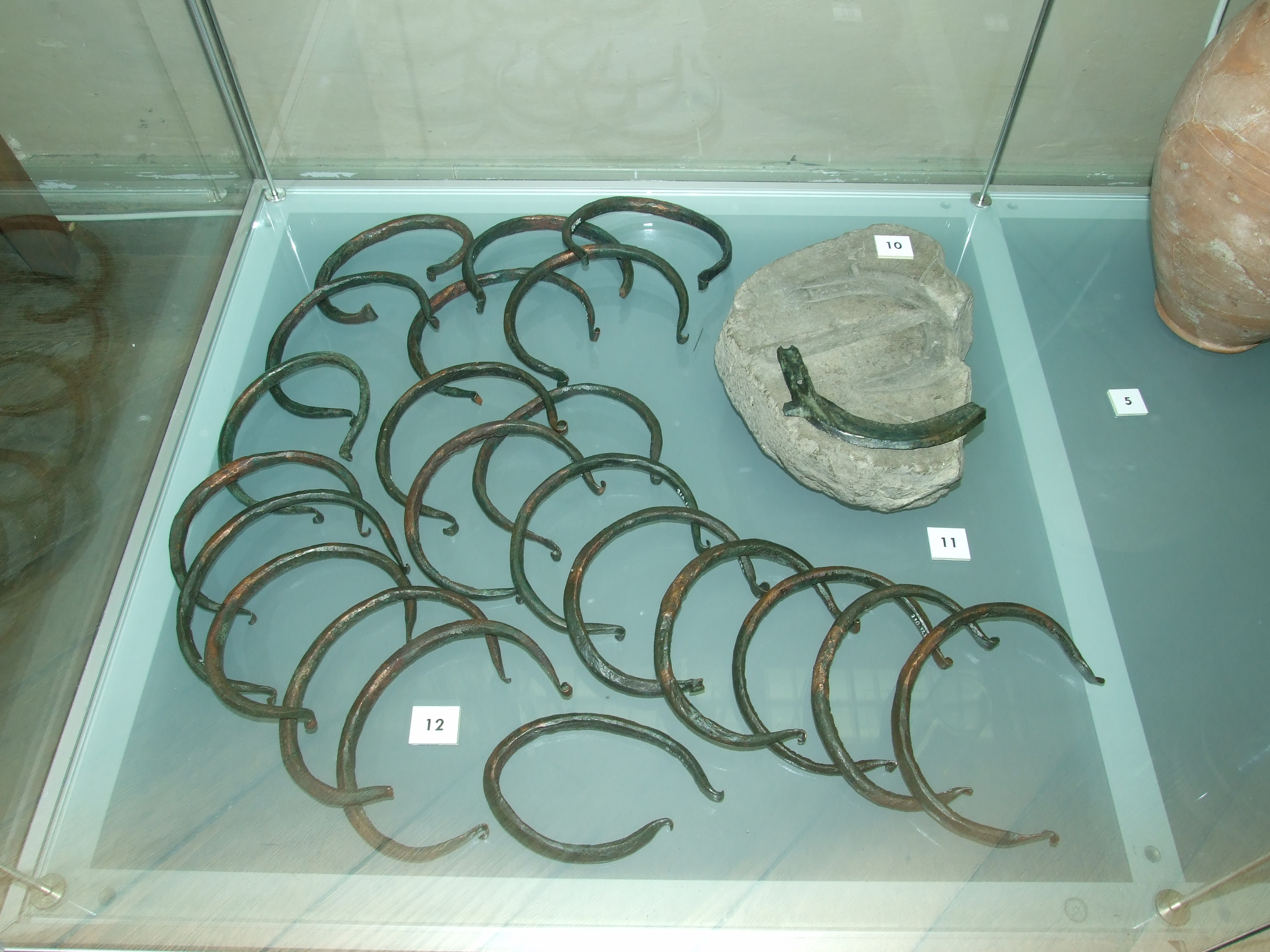
Ein Teil des Depots im Nationalmuseum in Prag

Das Depot von Hořovičky (auch Hortfund von Hořovičky) ist ein Depotfund der frühbronzezeitlichen Aunjetitzer Kultur aus Hořovičky im Středočeský kraj, Tschechien. Es datiert in die Zeit zwischen 2000 und 1800 v. Chr. Das Depot befindet sich heute im Nationalmuseum in Prag.

## Fundgeschichte
Das Depot wurde im August 1983 beim Ausheben eines Auffangbeckens für eine Silogrube entdeckt. Es lag in einer von zwei nebeneinander befindlichen Gruben in einer Tiefe von 2,5 m unter der heutigen Oberfläche. Der Boden der Grube wies eine Ascheschicht auf. Aus der Umgebung des Depots stammen einige Siedlungsfunde aus dem jüngeren Abschnitt der Aunjetitzer Kultur.

## Zusammensetzung
Das Depot besteht aus 79 Bronzeobjekten, die Václav Moucha als Ringbarren, Tilmann Vachta hingegen als Ösenhalsringe klassifiziert.